# Cmentarz Rzeczycki w Brześciu
Cmentarz Rzeczycki w Brześciu – historyczna nekropolia znajdująca się w północnej części Brześcia przy ul. Smirnowa.
Cmentarz powstał w XIX wieku jako nekropolia wspólna dla prawosławnych i katolików. Najstarszy nagrobek należący do Katarzyny Bobrowskiej-Kononowicz pochodzi z I połowy XIX stulecia.